# 甘露寺国長
甘露寺 国長（かんろじ くになが）は、江戸時代後期の公卿。官位は従一位・権大納言、武家伝奏。甘露寺家31代当主。

## 経歴
明和8年（1771年）、甘露寺篤長の子として誕生。正室は関長誠の娘・千衛子、継室は冷泉為章の娘・初子。
文化10年（1813年）、加茂下上社伝奏。文化11年（1814年）正二位・権大納言となる。文政2年（1819年）これを辞する。文政5年（1822年）武家伝奏、文政7年（1824年）従一位、天保7年（1836年）武家伝奏を辞任する。
天保8年（1837年）、薨去。

## 系譜
- 父：甘露寺篤長
- 母：河越左門娘
- 正室：千衛子 - 関長誠娘
- 継室：初子 - 冷泉為章娘
  - 男子：甘露寺治長
  - 男子：甘露寺愛長
- 生母不明の子女
  - 女子：竹内惟和室
  - 男子：小倉輔季
  - 女子：甘露寺妍子 - 仁孝天皇典侍
- 養子
  - 女子：遂子 - 千萬君、二条治孝の娘、鍋島直正養女、鍋島直与継室